# Rajnai Szövetség (1658)

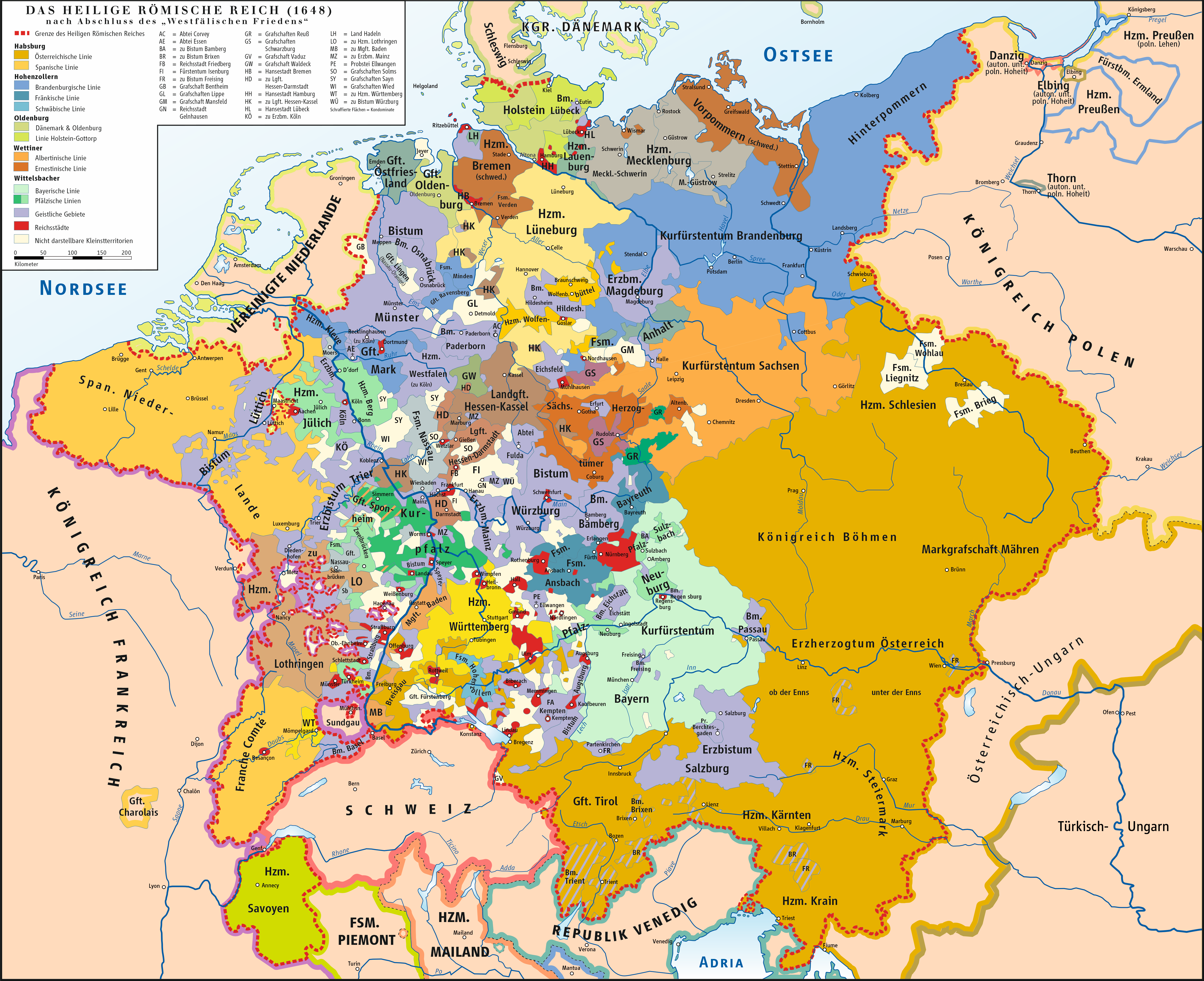
A Német-római Birodalom államai 1648-ban, a vesztfáliai békeszerződés után.

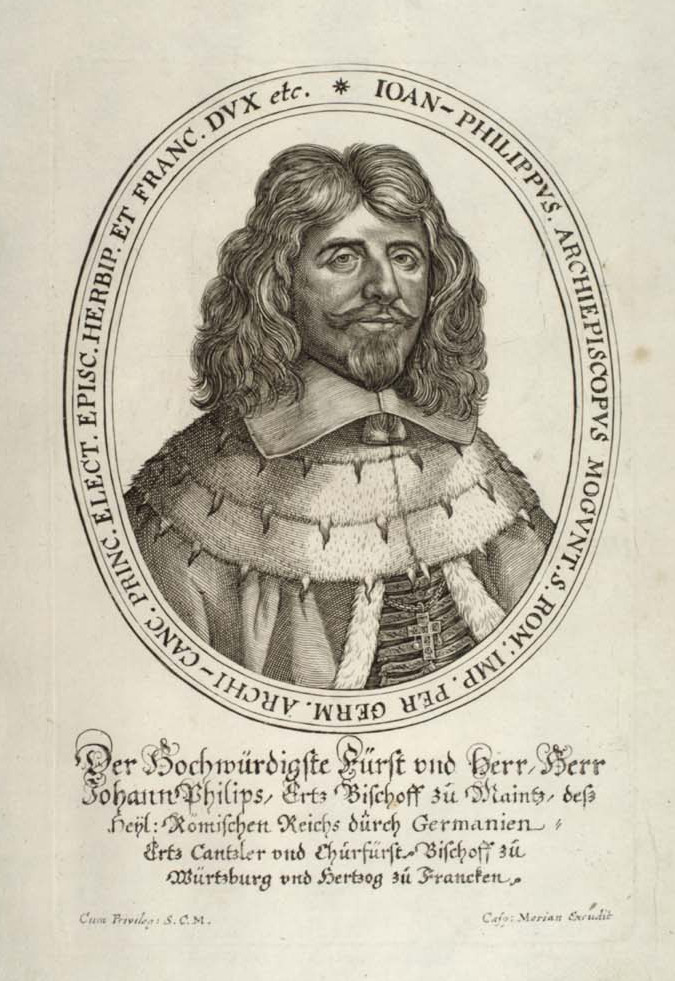
János Fülöp mainzi érsek

A második rajnai koalíció történetét lásd a Rajnai Szövetség (1806) szócikkben!
Az 1658-as Rajnai Szövetség, más néven Rajnai Liga (németül Rheinischer Bund, Rheinische Allianz, néha Erster Rheinbund, franciául Ligue du Rhin) Mazarin bíboros szervező munkája eredményeképpen jött létre a francia érdekek támogatására, a Német-római Birodalom fejedelemségei közül 50 rajnai herceg és a Mainzi Érsekség részvételével, részben a török, részben a Habsburgok ellen. A koalíció szövetséget kötött XIV. Lajos francia királlyal.
A szövetség élén János Fülöp mainzi érsek állt. A szövetség tagjai voltak egyebek közt:
- Károly Gáspár trieri érsek
- Miksa kölni érsek
- Bernhard von Galen münsteri hercegérsek
- I. Károly rajnai palotagróf
- Ferdinánd bajor választófejedelem
- VI. Vilmos hessen-kasseli őrgróf
- IV. Fülöp spanyol király
- X. Károly Gusztáv svéd király.

A hét német választófejedelemből így négy a Habsburgokkal szembehelyezkedett, sakkban tartva ezzel őket a császárválasztáson, s határozott céljuk volt a Bécsben székelő Habsburgok németországi befolyásának gyengítése. A svéd király azzal a céllal lépett a szövetségbe, hogy ezáltal támogatást nyer, mert az északi háborúban már szinte vesztésre állt, főleg miután Brandenburg és az osztrákok is Svédországnak hadat üzentek.
Közben Kelet-Európában egy másik háború is dúlt Erdélyben, amelyben szembekerült a törökökkel, amiért beavatkozott az északi háborúba. A szövetség tagjai segítséget ígértek II. Rákóczi Györgynek, ezzel arra késztették I. Lipót osztrák császárt, hogy üzenjen hadat az Oszmán Birodalomnak, máskülönben nem hajlandók támogatni őt a császári cím megszerzésében. Lipót azonban elhúzta az időt, és mikor megválasztották császárrá, az erdélyi-török konfliktusban semlegességre kötelezte magát. Csakhogy a török nem zárta le a háborút, épp ellenkezőleg: Ausztria és Magyarország ellen folytatta, ezért a császár kénytelen volt nemcsak a rajnai szövetségtől, hanem ellenségeitől, a franciáktól is segítséget kérni. A magyar rendek is katonai támogatásért folyamodtak János Fülöpnél. A francia király 6000, míg a szövetség 7000 fős hadat küldött a magyar frontra. A rajnaiak részt vettek Zrínyi Miklós mellett a téli hadjáratban és az 1664-es szentgotthárdi csatában.
A Rajnai Liga szövetségi szerződése 1667-ben járt le. A francia diplomácia erőfeszítéseket tett, hogy még 1668-is tovább működjön. 1667–ben, amikor XIV. Lajos a Spanyol-Németalföld meghódítására készült, több német tagállammal kétoldalú szerződést kötött, a Német-római Birodalom katonai beavatkozásának megelőzésére. Az 1667–68-as devolúciós háború során kialakult érdekellentétek és XIV. Lajos további hódítási tervei miatt több német tagállam elfordult Franciaországtól, és a Rajnai Szövetség 1668-ra gyakorlatilag felbomlott. 1673-ban, amikor XIV. Lajos újabb hódító háborút vezetett Spanyol-Németalföld és Hollandia ellen, és I. Lipót császár meghirdette az összbirodalmi háborút (Reichskrieg), a liga volt tagállamai közül már csak a Kölni Érsekség és a Münsteri Érsekség maradt  Franciaország oldalán.
1806-ban, a harmadik koalíciós háború után I. Napóleon francia császár megszüntette a Német-római Birodalmat, és az általa létrehozott csatlós német államokból újból létrehozta az általa irányított második Rajnai Szövetséget.

## Fordítás
- Ez a szócikk részben vagy egészben  a   League of the Rhine című angol Wikipédia-szócikk fordításán alapul.  Az eredeti cikk szerkesztőit annak laptörténete sorolja fel. Ez a jelzés csupán a megfogalmazás eredetét és a szerzői jogokat jelzi, nem szolgál a cikkben szereplő információk forrásmegjelöléseként.